# Kurtiella ovata
Kurtiella ovata ist eine Muschel-Art aus der Familie der Linsenmuscheln (Montacutidae).
dabei

## Merkmale
Das gleichklappige Gehäuse von Kurtiella ovata wird bis zu vier Millimeter lang. Es ist im Umriss schräg-eiförmig. Das Längen-/Höhen-Verhältnis beträgt etwa 1,4. Es ist zum unteren Vorderende hin deutlich verlängert. Die Gehäuse sind deutlich ungleichseitig, die nach schräg hinten eingerollten Wirbel liegen etwa ein Viertel der Gehäuselänge vom Hinterende entfernt. Der vordere Dorsalrand ist fast gerade bis leicht konkav gekrümmt; er fällt zum Vorderende nur flach ab. Der Vorderrand wirkt durch einen (gerundeten) Knick vom Dorsalrand zum Vorderrand leicht abgestutzt. Der Übergang vom Vorderrand zum Ventralrand ist gut gerundet. Der hintere Dorsalrand ist ebenfalls fast gerade bis leicht konkav gewölbt, fällt aber deutlich steiler ab als der vordere Dorsalrand. Der Übergang vom Dorsalrand zum Hinterrand ist gerundet. Der Ventralrand ist deutlich konvex gekrümmt.
Das Ligament liegt intern in einer weiten Vertiefung unter den Wirbeln. In der rechten Klappe sind zwei divergierende Lateralzähne, ein kurzer vorderer und ein längerer hinterer, vorhanden, die beide deutlich vom Dorsalrand abgesetzt sind. Der Divergenzwinkel beträgt weniger als 90°. In der linken Klappen sind ebenfalls zwei divergierende Lateralzähne vorhanden. Sie sind allerdings Erweiterungen des Dorsalrandes und außerdem deutlich kürzer als in der rechten Klappe. Der Divergenzwinkel der beiden Lateralzähne beträgt in der linken Klappe etwa 100°. Die Area ist deutlich abgesetzt, jedoch sehr schmal. Der Mantel ist nicht eingebuchtet. Die zwei Schließmuskeln hinterlassen auf der Schale nur schwache, aber große Abdrücke.
Die weißliche Schale ist dünnwandig und zerbrechlich. Die Oberfläche ist glatt mit feinen randparallelen Anwachsstreifen. Der Innenrand des Gehäuses ist glatt. Der hellbraune bis hellgelbliche Prodissoconch ist 440 bis 500 µm lang. Der D-förmige Prodissoconch I besitzt kleine Grübchen im mittleren Teil, der Prodissoconch II dagegen randparallele Anwachslinien.

### Ähnliche Arten
Die Art unterscheidet sich von Kurtiella bidentata durch den bräunlichen Protoconch und die deutlich weiter zum Hinterende liegenden und stärker eingewölbten Wirbel. Außerdem ist die Area deutlich abgegrenzt, und durch der hintere Dorsalrand ist leicht einwärts gekrümmt. Kurtiella tumidula hat ähnlich stark eingekrümmte Wirbel, ist aber im Verhältnis zu Kurtiella ovata länglicher und die Wirbel sitzen noch näher zum Hinterende.

## Geographische Verbreitung und Lebensraum
Die Art wurde bisher nur auf einigen ostatlantischen Seamounts westlich des portugiesischen Cabo de São Vicente (37° 19' N, 9° 13' W, 534 m), im Golf von Cádiz (36° 37' N, 07° 33' W, 589 m und 36° 15' N, 06° 52' W, 750 m), der Galicia Bank (etwa 42° N 12° W) und südlich der Azoren (Meteor Seamonts Group) gefunden. Aus dem Westatlantik liegt ein Nachweis vor der Küste von New Port und Marthas Vineyard, Rhode Island (USA) aus 183 m und 287 m Wassertiefe vor. Ein Nachweis aus dem westlichen Mittelmeer (Alboran-See) hat sich als Irrtum erwiesen.
Die Tiere leben auf Schill in 180 bis 720 Meter Wassertiefe, meist zwischen 200 und 400 m. Bisher konnte nicht festgestellt werden, mit welchem Wirt Kurtiella ovata vergesellschaftet ist.

## Taxonomie
Das Taxon wurde von  John Gwyn Jeffreys als Montacuta ovata beschrieben. Es wird heute zur Gattung Kurtiella Gofas & Salas, 2008 gestellt.

## Belege

### Online
- Marine Bivalve Shells of the British Isles: Kurtiella ovata (Jeffreys, 1881) (Website des National Museum Wales, Department of Natural Sciences, Cardiff)